# Eugen Holtzmann

Eugen Holtzmann

Eugen Holtzmann (* 26. April 1848 in Karlsruhe; † 30. Oktober 1901 in Weisenbachfabrik; vollständiger Name: Eugen Ludwig Holtzmann) war ein deutscher Unternehmer und nationalliberaler Politiker. Er war Gründer des Murgtäler Unternehmens E. Holtzmann & Cie. und langjähriger Abgeordneter des Deutschen Reichstags.

## Leben
Eugen Holtzmann wurde 1848 als Sohn eines Buchhändlers in Karlsruhe geboren. Nach dem frühen Tod seiner Eltern brach er die Schule ab und begann mit 16 Jahren eine kaufmännische Ausbildung. Nach dem Besuch des Lyceums in Karlsruhe studierte er Rechtswissenschaften in Freiburg, wo er 1867 Mitglied der Burschenschaft Teutonia wurde. Seinen Kriegsdienst leistete er als Seconde-Lieutenant beim Landwehr-Regiment 96 und nahm am Deutsch-Französischen Krieg teil. Mit 20 Jahren trat er eine Stelle bei der Holzstofffabrik Kübler & Niethammer in Breitenhof (Sachsen) an. Vier Jahre später heiratete er die Fabrikantenwitwe Natalie verwitwete Kübler geb. Niethammer, Schwester des Mitinhabers Albert Niethammer, und es kam zur Übernahme der Fabrik unter seinem eigenen Namen.
Ab 1874 war er Mitglied der Bezirksversammlung und des Bezirksausschusses der Amtshauptmannschaft Schwarzenberg. Von 1877 bis 1893 gehörte er als Vertreter des 21. sächsischen Wahlkreises dem Reichstag an. Im Jahre 1882 wurde Holtzmann durch seinen Abgeordnetenkollegen Gottlieb Klumpp auf das Murgtal und seine Entwicklungsmöglichkeiten aufmerksam. Daraufhin gründeten am 1. Mai 1883 Eugen Holtzmann, August Fischer und Johannes Dorn mit einem ersten Gesellschaftsvertrag die E. Holtzmann & Cie. oHG. 1886 übernahm Eugen Holtzmann die Geschäftsführung.
Am 3. Mai 1890 wurde er in der Reichshauptstadt Berlin von Vertretern von 24 deutschen Papierfabriken zum Aufsichtsratsvorsitzenden des Verbandes Deutscher Druckfabrikfabrikanten G.m.b.H. gewählt.
Holtzmann wurde für seine Verdienste mit dem Ehrentitel Kommerzienrat ausgezeichnet.
Am 30. Oktober 1901 starb Eugen Holtzmann im Alter von 53 Jahren in Weisenbachfabrik.